# Seongnam
Seongnam è una città della Corea del Sud che sorge alla periferia sud-est di Seul. È la seconda città per grandezza del Gyeonggi-do dopo Suwon, con una popolazione che supera il milione di abitanti. 
Seongnam è stata la prima città pianificata a tavolino della Corea del Sud, e ormai si è completamente fusa con Seul, alla quale è collegata anche da diverse infrastrutture.

## Geografia antropica

### Suddivisioni amministrative
Seongnam è divisa in 3 "gu" (구, "distretto"):
- Distretto di Bundang
- Distretto di Jungwon
- Distretto di Sujeong

## Economia
Per stimolare lo sviluppo della città, il governo ha appositamente dislocato qui diverse grandi aziende coreane, come KT, Korea Gas Corporation, KEPKO e molte altre. 
Vista la crescita della città, negli ultimi anni si sta diffondendo la richiesta di rendere Seongnam una città metropolitana, con elevati poteri di autogoverno.

### Turismo
A Seongnam si trovano alcune mete turistiche minori:
- Fortezza di Namhansan
- Parco centrale di Bundang
- Parco Yuldong

## Infrastrutture e trasporti
La città è collegata alla capitale Seul dalla Linea Bundang e la linea 8 della metropolitana di Seul. Sono in costruzione o in progetto diverse estensioni e la Nuova linea Bundang.

## Sport
In ambito calcistico è nota la squadra del Seongnam Ilhwa Chunma, che milita nella massima serie professionistica coreana la K-League.
Nella stagione 2009-2010 ha vinto la AFC Champions League qualificandosi alla Coppa del mondo per club FIFA dove ha perso in semifinale contro l'Inter per 3-0. Nella finale per il terzo posto la squadra sudcoreana si è dovuta inchinare ai brasiliani dell'Internacional per 4-2.

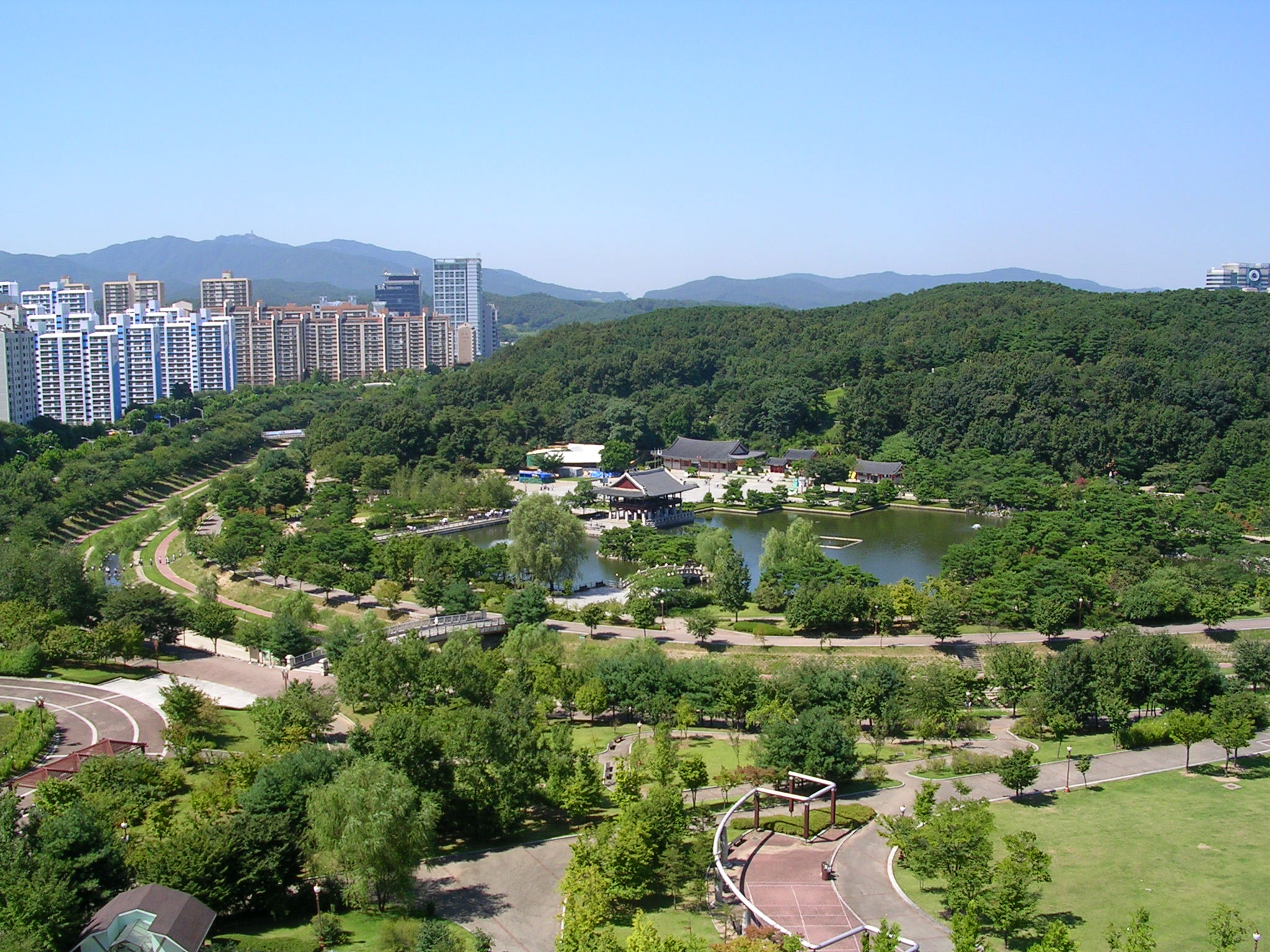
Il parco centrale di Bundang

## Amministrazione

### Gemellaggi
- Aurora
- Shenyang
- Cairns